# Żukowice (przystanek kolejowy)
Żukowice – przystanek kolejowy w Żukowicach, w woj. dolnośląskim, w Polsce.